# 丸之内大厦
35°40′51.69″N 139°45′49.61″E / 35.6810250°N 139.7637806°E
丸之内大厦（日语：丸の内ビルディング）是日本东京都千代田区丸之内中的一栋摩天大楼，简称“丸大厦”（丸ビル）。

## 概要

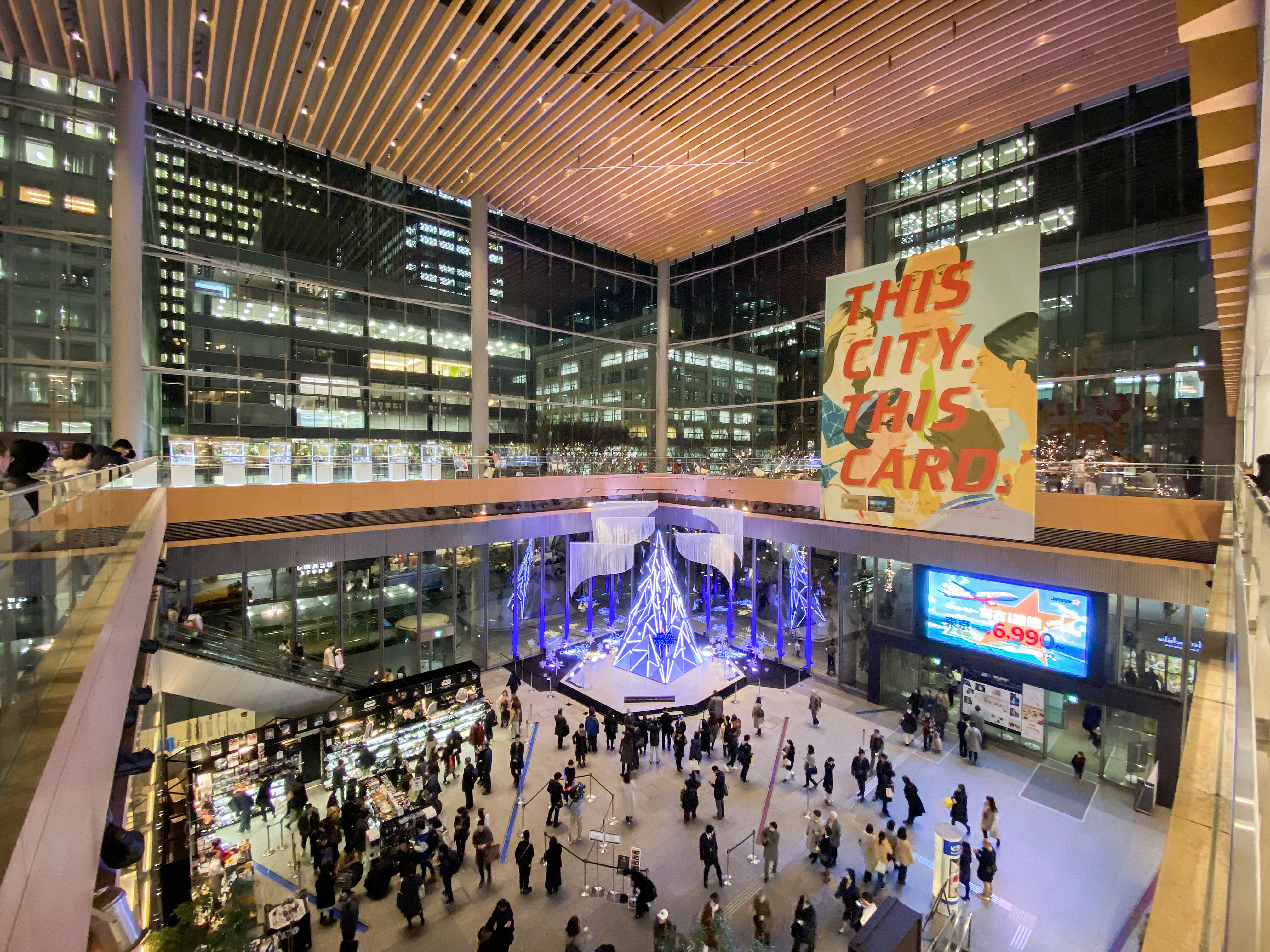
商場中庭

丸之内大厦由1923年建造的8层高的第一代丸之内大厦改建而成，是建造在东京站丸之内南口前的37层，楼高179.2米的综合大楼，于2002年8月20日竣工。主要的商店设在地下1楼～4楼，餐厅设在5楼～6楼以及35楼～36楼，7楼～34楼为办公区域。

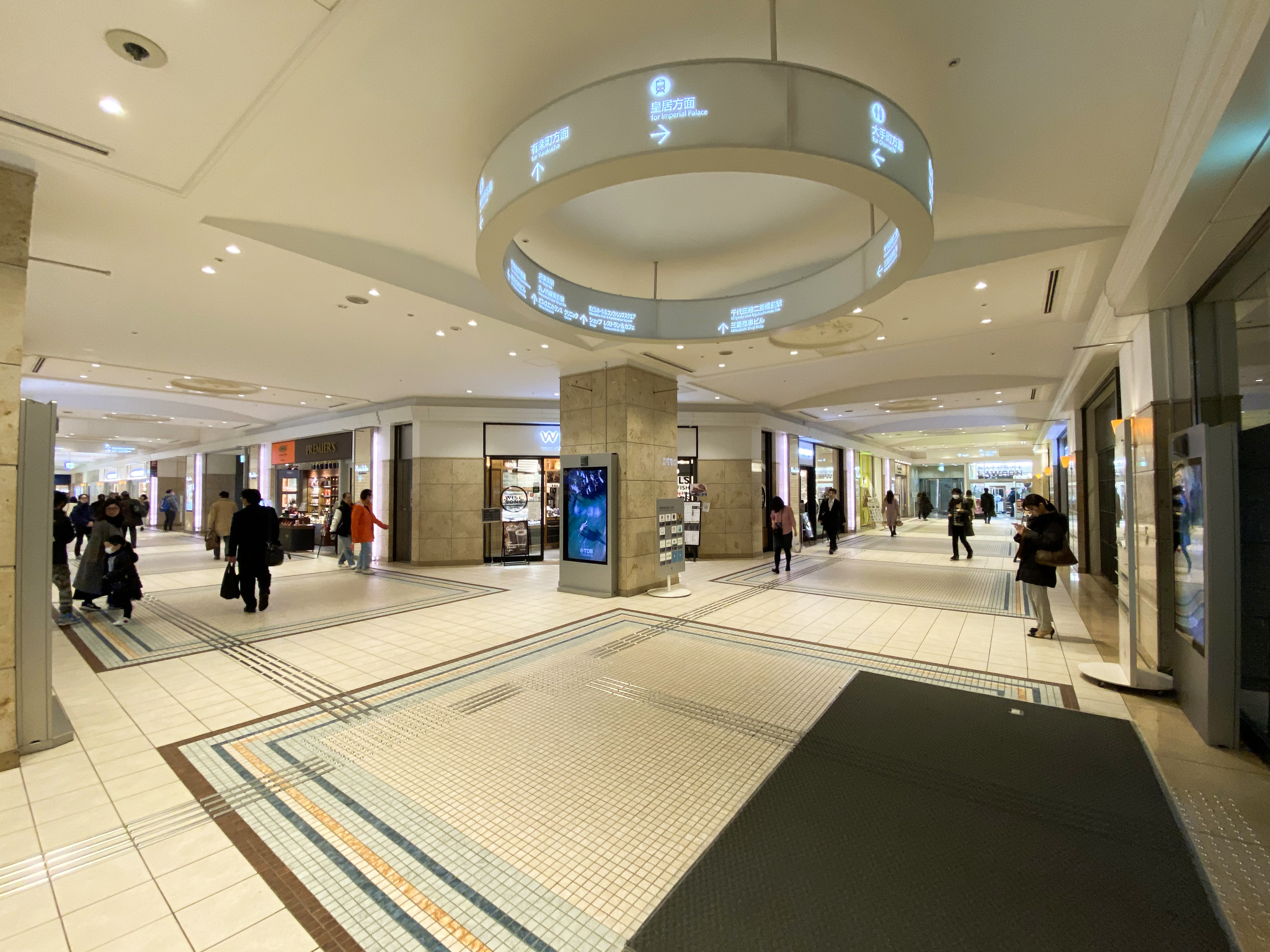
地庫商場
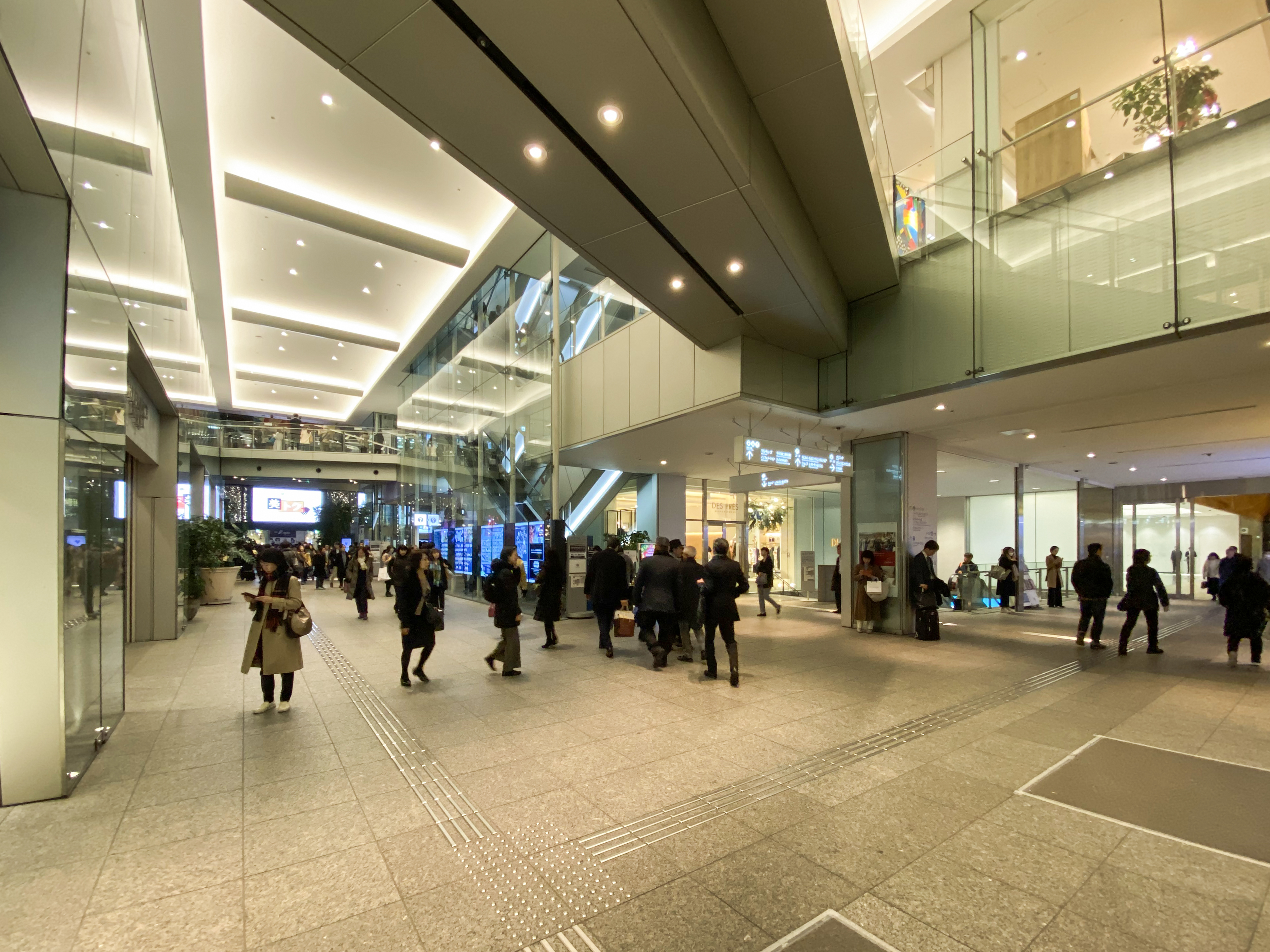
1樓商場
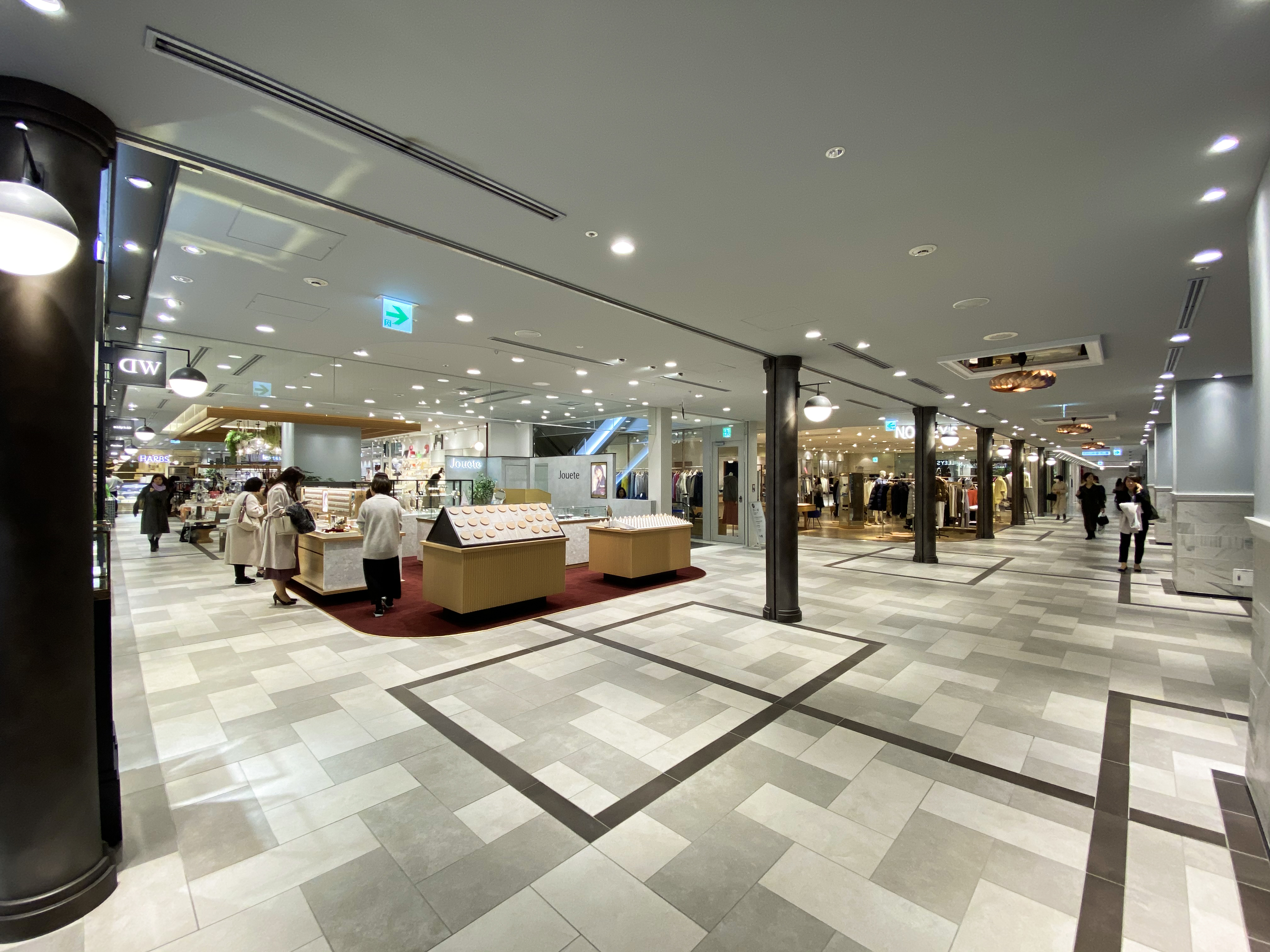
3樓商場
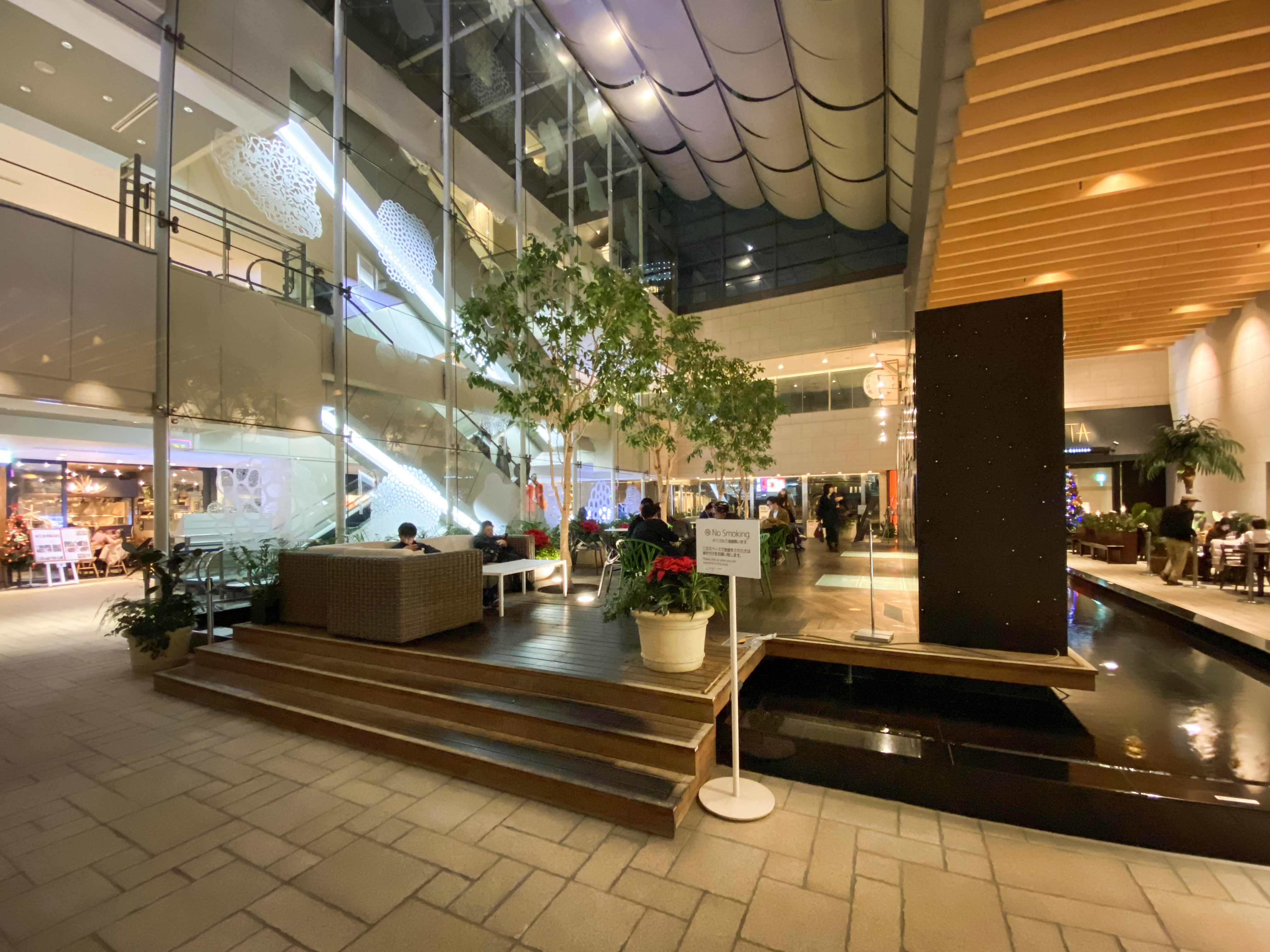
5樓餐廳層的閒座區
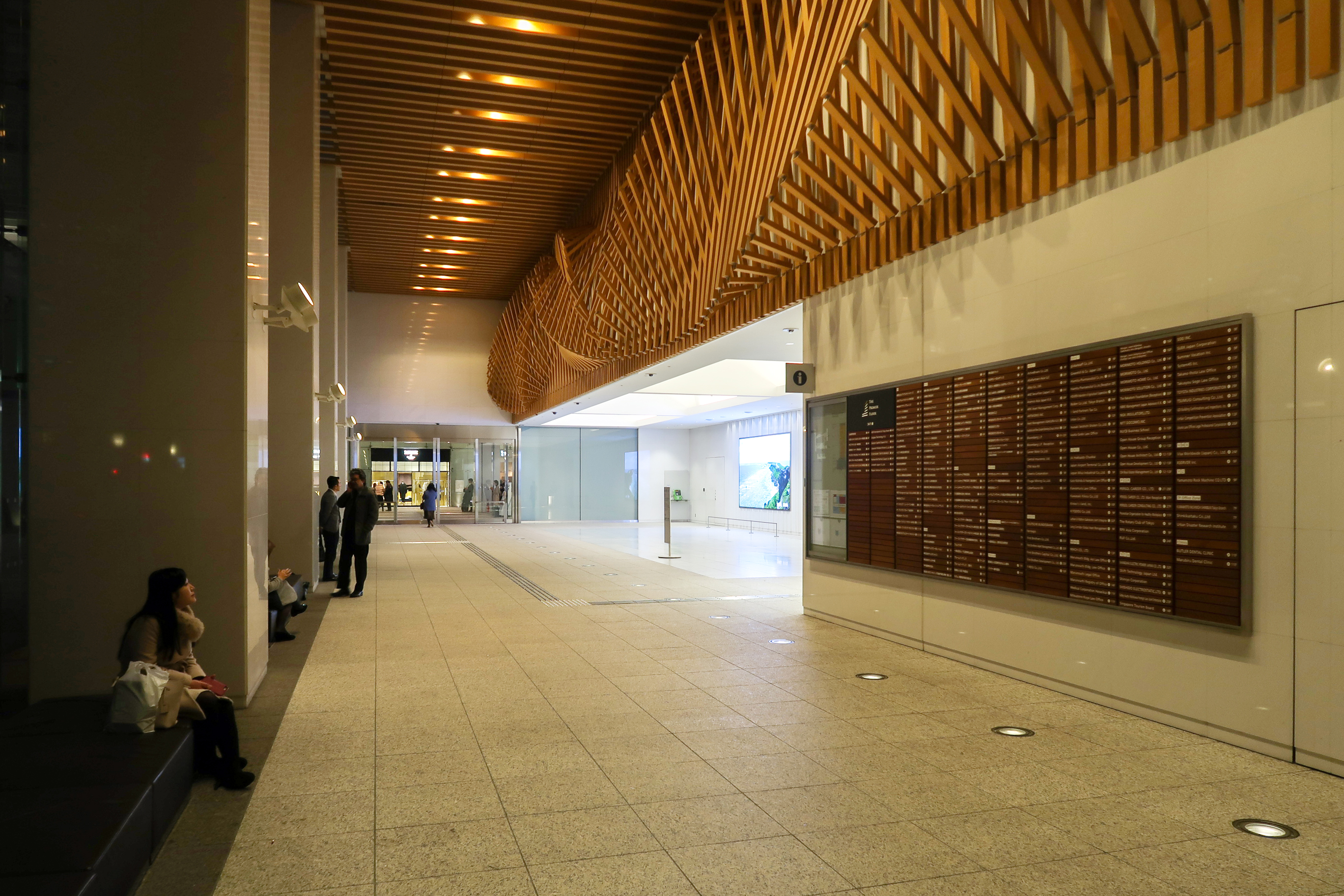
寫字樓大堂

## 入居企业
- 8层:名古屋商科大学大学院
- 10层:Future Commerce
- 19-22层:彭博新闻社
- 23层:爱德万测试
- 24层:Visa
- 27・28层:Intelligence
- 33层:AlixPartners

## 前往方法
- 东京站步行1分钟
- 丸之内线东京站从地下道直达
- 千代田线二重桥前站直达
- 三田线大手町站步行3分钟